# Chief Zee
Chief Zee (en español, literalmente Jefe Zeta), nombre ficticio de Zema Williams (1941–19 de julio de 2016), fue un conocido aficionado de los Washington Redskins de la National Football League. Disfrazado con un tocado de plumas al estilo de los indios norteamericanos, lentes de aro y una chaqueta roja, el Jefe Zee ha asistido a los juegos de Washington desde 1978.  Él y otras personalidades deportivas locales son presentados en varios comerciales de televisión para Eastern Motors, un distribuidor de automóviles del área de Washington D. C. y Baltimore.

## Historia
El Jefe Zee se presentó por primera vez disfrazado el 5 de septiembre de 1978. En 1983, el Jefe Zee asistió a un partido contra los Philadelphia Eagles en el Veterans Stadium. En el transcurso del juego, fue atacado por varios aficionados molestos de Filadelfia, quienes le rompieron una pierna, le arrancaron su traje original, y lo dejaron hospitalizado. El altercado fue debido al cuidado del Jefe Zee para atender a los Redskins cuando jugaron en Philadelphia. [7]
El 9 de agosto de 2008, el Jefe Zee soltó su utilería principal, un tomahawk, mientras firmaba autógrafos en el juego de pretemporada de Washington contra los Bills de Buffalo.  Cuando se dio la vuelta para tomarlo de nuevo, había desaparecido.
El tomahawk, de 12 pulgadas, tiene un mango esbelto de madera con una cuchilla de plástico, y aparece en muchas fotos de Williams desde que comenzó a asistir a los juegos de Washington hace treinta años.
El 28 de agosto de 2008, el tomahawk del Jefe Zee fue regresado con la ayuda del ala cerrada de Washington Chris Cooley, quien recibió una llamada de alguien quien dijo que lo tenía.  Esa persona intercambió el tomahawk por una playera autografiada.

### Biografía
Nacido en Georgia, Williams trabajó de aparcero y de pizcador de algodón en su juventud. Más tarde fue conductor de camiones, cuando recibe la noticia de su reclutamiento en 1960. Dos años después, completó su servicio militar en Fort Riley y regresó a conducir camiones. En 1968, fue vendedor de automóviles en Washington D. C.
En sus últimos años, Williams vivió de la Seguridad Social y tenía dificultades para caminar. Dan Snyder, el dueño de los Redskins permitió que el scooter fuera utilizado. También tenía problemas para el pago de su renta, pero varios aficionados usaron la campaña de GoFundMe para el pago de las rentas atrasadas y que no se volviera a presentar esta situación de nuevo.

### Muerte
Williams murió mientras dormía el 18 de julio de 2016.

## Honores
- El 7 de noviembre de 1985 fue declarado como "Chief Zee Day" (Día del Jefe Zeta) en Washington D. C.
- En 2000, VISA y el salón de la Fama de la NFL seleccionaron al más grande aficionado de cada uno de los entonces 31 equipos y colocarlos en una exhibición en Canton. Él fue el aficionado escogido por Washington.

### Controversia
Algunos han considerado la representación de Williams de los Indios Americanos, como una ofensa. El uso de disfraces estilizados fueron frecuentemente referidos como una razón de falta de respeto, un sacrilegio, para la cultura de muchas tribus.